# Gale Hamke
Gale Hamke ou Hamkes, mort en 1670, est un baleinier danois du XVIIe siècle. 

## Biographie
Commandant du de Oranjeboom de Harlingen, il est mentionné en 1663 comme membre du vroedschap de Stavoren.
Le 24 mai 1639, à 78°N, près du Spitzberg, il sauve les vingt membres d'équipage restants (sur 86) du baleinier Spitsbergen du commandant Dirck Albertsz Raven (nl), écrasé par les glaces. En 1648, Raven publie le récit de ce sauvetage,.
En 1654, il découvre une baie sur la côte est du Groenland, à 74°N, baie qui porte son nom (Baie Gael Hamke (en)).